# Crkva sv. Benedikta u Čajniču
Crkva sv. Benedikta je rimokatolička crkva u Čajniču iz 1902. godine. Filijala je župe Nevesinje. Najistočnija je katolička crkva u Mostarsko-duvanjskoj biskupiji.
Izgrađena je 1902. godine i preživjela je tri rata. Crkva je mala, s dobrom akustikom. Liturgijski je aktivna jednom mjesečno.
Mitologizirano tumačenje nastanka crkve je da je ovu crkvu sagradio "jedan austrijski vojnik da bi se u njoj oženio domaćom djevom". Uvid u dokumentaciju pokazuje posve drugu priču. Naime, 1901. godine u Čajniču je utemeljen odbor koji su činile mjesne katolkinje, "Odbor gospođa" (Damen-Commitee). Namjena odbora bila je izgraditi katoličku crkvu u Čajniču. Tijekom iste godine mukotrpno je prikupljen potrebni novac. Njime je kupljeno zemljište u samom centru grada za gradnju crkve i građevni materijal. Crkva je podignuta već sljedeće, 1902. godine. Četrdesetak je godina služila kao crkva. Posljednju misu prije kraja rata vodio je talijanski vojni svećenik. Nakon drugog svjetskog rata jugoslavenski komunistički režim obračunao se s vjernicima i crkvu je degradirao prenamjenom iz vjerskog objekta u skladište.
Pomaci ka denacionalizaciji zbili su se 1971. godine. Mjesni katolik Karlo Bertanjoli pisao je te godine biskupu u Mostar da je od Općinskoga komiteta SK u Čajniču tražio da se crkva što prije isprazni i vrati vlasniku - Biskupiji. Istovremeno je zamolio Biskupski ordinarijat da unutar svojih mogućnosti intervenira kod civilnih vlasti u Čajniču radi što bržeg udovoljenja ovom zahtjevu, čime bi se u crkvi mogla služiti sveta Misa. Mostarska biskupija je iste godine dopisom izvijestila Komisiju za vjerska pitanja u Čajniču o tamošnjoj crkvi i potrebi da se što prije vrati u posjed crkvenoj vlasti. Župnik Jakov Čabraja, upravitelj župa Pale i Višegrad, izvijestio je prvih dana 1974. god. da je dobio u posjed katoličku crkvu u Čajniču (koju je dotad koristilo lokalno poduzeće, a crkva je bila vrlo oštećena). Već onda bila je potrebna financijska pomoć za hitnu obnovu. Istu je zamolbu biskupu Petru Čuli 1982. ponovio Čabrajin nasljednik na čelu župe vlč. Ivan Mršo. Crkva je iste godine temeljito obnovljena te svečano blagoslovljena 19. rujna 1982. godine, a svetu su misu tom prigodom predvodili vrhbosanski nadbiskup mons. Marko Jozinović i mostarsko-duvanjski biskup mons. Pavao Žanić.  Od 1991. je bila manje održavana od dotadašnjeg i prepuštena djelovanju vremena. Nakon dvadeset godina žurno je obnovljena i restaurirana. Na sam blagdan je urešena za liturgiju. U pokrajnju ložu smješten je novi unikatni kip sv. Benedikta, izrađen u drvorezbarskoj radnji Barth iz Bischofsheima na Rhöni u Njemačkoj, dar gđe Eve Popp. U blizini kipa sv. Benedikta nalazi se i kip sv. Josipa, čije se ime, po odluci pape Franje, koristi i u ostalim misnim kanonima odmah poslije zaziva Gospina imena.
Crkva je dodatno uljepšana brojnim umjetninama. Za veći broj umjetnina koje danas krase ovu crkvu zaslužan je majstor zagrebačke škole, domaći katolik iz Čajniča Josip Gašpar, koji se sa svojom suprugom Mirjanom posebno skrbi za ovu crkvu.

## Vanjske poveznice
- Panoramio  Arhivirana inačica izvorne stranice od 16. listopada 2016. (Wayback Machine) Cajnice crkva Sv Benedikta